# Ильенки (Тверская область)
Ильёнки — деревня в Оленинском муниципальном округе Тверской области, до 2019 года входила в состав Холмецкого сельского поселения.

## География
Деревня расположена на берегу реки Слатенка в 17 км на север от посёлка Оленино.

## История
В конце XIX — начале XX века деревня входила в состав Замошинской волости Ржевского уезда Тверской губернии. 
С 1929 года деревня входила в состав Волковского сельсовета Оленинского района Ржевского округа Московской области, с 1935 года — в составе Калининской области, с 1994 года — центр Первомайского сельского округа, с 2005 года — в составе Холмецкого сельского поселения, с 2019 года — в составе Оленинского муниципального округа.
В годы Советской власти в деревне располагалась центральная усадьба совхоза «Первомайский».

## Население
| 1859 | 1996 | 2002 | 2010 |
| ---- | ---- | ---- | ---- |
| 38   | ↗183 | ↘148 | ↘114 |

## Инфраструктура
В деревне имеются Первомайская основная общеобразовательная школа (основана в 1988 году), отделение почтовой связи.